# Pratt & Whitney R-1830 Twin Wasp
Le Pratt & Whitney R-1830 Twin Wasp est un moteur d'avion américain largement utilisé dans les années 1930 et les années 1940. Produit par Pratt & Whitney, c'est un moteur 14 cylindres en étoile refroidi à l'air, à deux rangs. Un total de 173 618 moteurs R-1830 sont construits entre 1932 et 1951.
Au terme d'une convention signée par Pierre Cot en 1937, ce moteur devait être produit sous licence en France, mais cette production n'a pas pu déboucher avant la défaite de 1940,.
Une version élargie d'une puissance légèrement supérieure fut produite : le R-2000.

## Déclinaisons
- R-1830-1 - 800 ch (597 kW)
- R-1830-9 - 850 ch (634 kW), 950 ch (708 kW)
- R-1830-11 - 800 ch (597 kW)
- R-1830-13 - 600 ch (447 kW), 900 ch 671 kW), 950 ch (708 kW), 1 050 ch (783 kW)
- R-1830-17 - 1 200 ch (895 kW)
- R-1830-21 - 1 200 ch (895 kW)
- R-1830-25 - 1 100 ch (820 kW)
- R-1830-33 - 1 200 ch (895 kW)
- R-1830-35 - 1 200 ch (895 kW) équipé avec un compresseur volumétrique GE B-2
- R-1830-41 - 1 200 ch (895 kW) équipé avec un compresseur volumétrique GE B-2
- R-1830-43 - 1 200 ch (895 kW)
- R-1830-45 - 1 050 ch (783 kW)
- R-1830-49 - 1 200 ch (895 kW)
- R-1830-49 - 1 200 ch (895 kW)
- R-1830-64 - 850 ch (634 kW), 900 ch (671 kW)
- R-1830-65 - 1 200 ch (895 kW)
- R-1830-66 - 1 000 ch (746 kW), 1 050 ch (783 kW), 1 200 ch (895 kW)
- R-1830-72 - 1 050 ch (783 kW)
- R-1830-82 - 1 200 ch (895 kW)
- R-1830-86 - 1 200 ch (895 kW)
- R-1830-88 - 1 200 ch (895 kW)
- R-1830-90 - 1 200 ch (895 kW)
- R-1830-90-B - 1 200 ch (895 kW)
- R-1830-92 - 1 200 ch (895 kW)
- R-1830-94 - 1 350 ch (1 007 kW)
- R-1830-S1C3-G - 1 050 ch (783 kW), 1 200 ch (895 kW)
- R-1830-S3C4 - 1 200 ch (895 kW)
- R-1830-S3C4-G - 1 200 ch (895 kW)
- R-1830-S6C3-G - 1 100 ch (820 kW)
- R-1830-SC-G - 900 ch (671 kW)
- R-1830-SC2-G - 900 ch (671 kW), 1 050 ch (783 kW)
- R-1830-SC3-G - 1 065 ch (749 kW)

## Utilisations

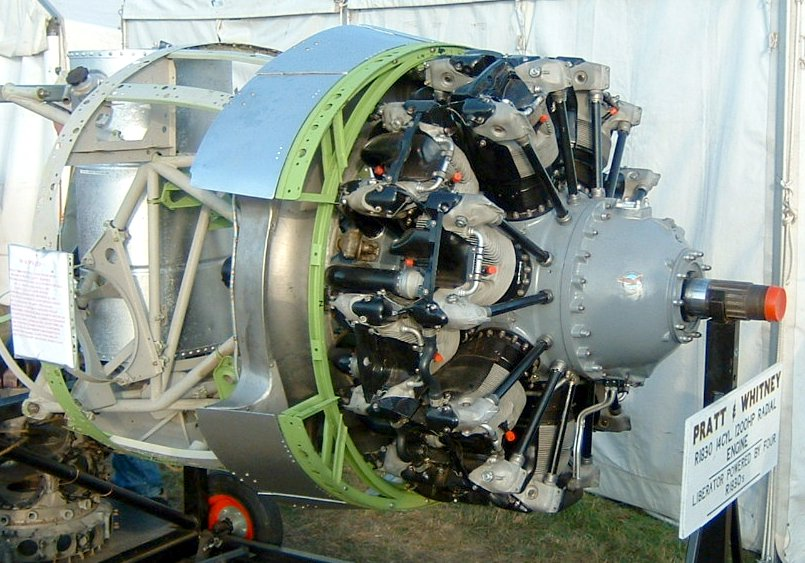
Un R-1830 sur un Consolidated B-24 Liberator.

- Bristol Beaufort Production australienne
- Bloch MB.176
- CAC Boomerang
- CAC Woomera
- Burnelli CBY-3 (en)
- Consolidated B-24 Liberator
- Consolidated PBY Catalina
- Consolidated PB2Y Coronado
- Consolidated PB4Y Privateer
- Curtiss P-36 Hawk
- Douglas C-47 Skytrain
- Douglas DB-7 (premier modèle seulement)
- Douglas TBD Devastator
- FFVS J22
- Fokker D.XXI
- Grumman F4F Wildcat
- Lioré et Olivier LeO 453
- Martin Maryland
- Republic P-43 Lancer
- Saab 17
- Saab 18
- Short Sunderland V
- Seversky P-35
- Vickers Wellington IV
- VL Myrsky
- Vultee P-66 Vanguard
- Lisunov Li-3